# Lawrence megye (Kentucky)
Lawrence megye az Amerikai Egyesült Államokban, azon belül Kentucky államban található. Megyeszékhelye és legnagyobb városa Louisa. Lakosainak száma 16 293 fő (2020. április 1.). Lawrence megye Wayne, Martin, Johnson, Morgan, Elliott, Carter és Boyd megyékkel határos.

## Népesség
A megye népességének változása:
| Lakosok száma | 15 888 | 15 922 | 15 829 | 15 856 | 15 745 | 16 293 |
|               | 2010   | 2011   | 2012   | 2013   | 2015   | 2020   |